# دوني ليتل
دوني ليتل (بالإنجليزية: Donnie Little)‏ هو لاعب كرة قدم أمريكية أمريكي، ولد في 1960 في ديكينسون في الولايات المتحدة.

## وصلات خارجية
- دوني ليتل على موقع JustSportsStats.com (الإنجليزية)
- دوني ليتل على موقع كلية كرة القدم في سبورتس رفرنس.كوم (الإنجليزية)